# Nostima scutellaris
Nostima scutellaris är en tvåvingeart som beskrevs av Cresson 1933. Nostima scutellaris ingår i släktet Nostima och familjen vattenflugor. Inga underarter finns listade i Catalogue of Life.